# تصویرسازی فنی

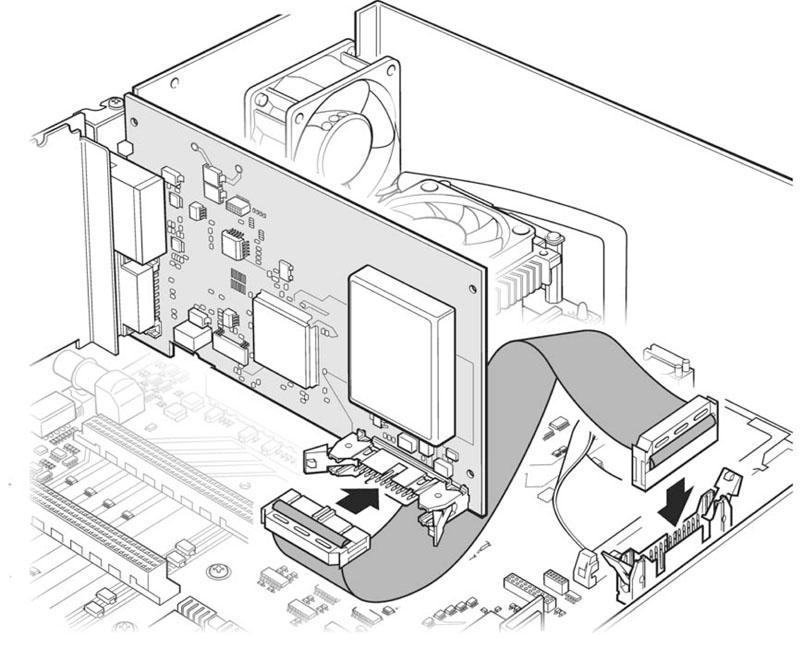
ایزومتریک تصویر فنی از کارت رابط انتقال دیتا و محل کابل رابط با مادربورد.

تصویرسازی فنی (به انگلیسی: Technical illustration) نوعی از تصویرسازی است که از لحاظ بصری با فناوری ارتباط برقرار می‌کند. تصویرسازی فنی می‌تواند اجزای ترسیم فنی یا نمودارهای فنی باشند. تصویرسازی فنی به‌طور کلی «تولید تصاویر گویا است که به‌طور مؤثر اطلاعات خاصی را از طریق کانال بصری به ناظر انسانی منتقل می‌کند.»
تصویرسازی فنی به‌طور کلی باید موضوعات را برای مخاطبان غیر فنی توصیف و توضیح دهند؛ بنابراین، تصویر بصری باید از نظر ابعاد و نسبت‌ها دقیق باشد و «تصویری کلی از آنچه یک شی هست یا عملی که انجام می‌دهد، برای افزایش علاقه و درک بیننده» ارائه دهد.

## انواع

### انواع ارتباطات
امروزه، تصویرسازی فنی می‌تواند به سه دسته تقسیم شود بر اساس نوع ارتباط:
- ارتباط با عموم مردم: عموم مردم را آگاه می‌کند، به عنوان مثال دستورالعمل‌های مصور موجود در کتابچه‌های راهنمای خودرو و لوازم الکترونیکی مصرفی. این نوع تصویر فنی شامل اصطلاحات و نمادهای ساده ای است که برای شخص غیر متخصص قابل درک است و گاهی اوقات تصویرگری / گرافیک فنی خلاق نامیده می‌شود.
- مهندسی یا ارتباطات علمی تخصصی: توسط مهندسان / دانشمندان برای برقراری ارتباط با هم‌نوعان خود که دانش یکسانی دارند. این کاربرد تصویرسازی فنی اصطلاحات پیچیده و نمادهای خاص خود را دارد. به عنوان مثال می‌توان به زمینه‌های انرژی اتمی، هوافضا و نظامی / دفاعی اشاره کرد. این رشته را می‌توان به رشته‌های مهندسی مکانیک، برق، مهندسی معماری و موارد دیگر تقسیم کرد.
- ارتباط بین کارشناسان متخصص: استفاده شده توسط مهندسان برای برقراری ارتباط با افرادی که مهندس نیستند اما در حیطه کاری خود بسیار عالی‌رتبه می‌باشند. نمونه‌هایی از این نوع تصویرسازی فنی، تصاویر موجود در اسناد کاربر / اپراتور است. این تصاویر می‌توانند بسیار پیچیده باشند و اصطلاحات واژگانی و نمادهایی را که برای عموم مردم قابل درک نیستند داشته باشند، مانند تصویرهایی که بخشی از موارد آموزشی برای کار با ماشین آلات CNC هستند.

### انواع طراحی‌ها
انواع اصلی طراحی‌ها در ارتباطات فنی عبارتند از:
- طراحیهای مرسوم،
- طراحیهای نمای انفجاری،
- طراحیهای برش خورده، و
- تصاویر کلیپ آرت

## نگارخانه
- آشپزخانه کوچک به حالت پرسپکتیو
- تصویرسازی مرسوم خطوط یک موتور که نشان‌دهنده چشم‌انداز و تکنیک‌های خطوط است.
- تصویرسازی یک ست درام
- Gallotia simonyi، نمونه ای از تصویرسازی علمی با قلم و جوهر